# Elecciones de la Cámara de Representantes de los Estados Unidos 2018 en Kansas
Las elecciones estadounidenses a la Cámara de Representantes en Kansas tuvieron lugar el 6 de noviembre de 2018 para elegir a los cuatro miembros de la Cámara en representación del estado de Kansas, uno por cada distrito regional. La delegación de Kansas, cambió de una mayoría republicana 4-0 a una mayoría republicana 3-1, pues los demócratas entraron en representación de Kansas por primera vez desde 2010.

## Resultados
Resultados de las elecciones a la Cámara de Representantes por Kansas por distrito.
| Distrito   | Republicano | Republicano | Demócrata | Demócrata | Otros  | Otros | Total     | Total   | Resultado           |      |                     |
| Distrito   | Votos       | %           | Votos     | %         | Votos  | %     | Votos     | %       | Resultado           |      |                     |
| ---------- | ----------- | ----------- | --------- | --------- | ------ | ----- | --------- | ------- | ------------------- | ---- | ------------------- |
| Distrito   | Distrito 1  | 153,082     | 68.15%    | 71,558    | 31.85% | 0     | 0.00%     | 224,640 | Resultado           | 100% | Control Republicano |
| Distrito2  | 126,098     | 47.64%      | 123,859   | 46.79%    | 14,731 | 5.57% | 264,688   | 100%    | Control Republicano |      |                     |
| Distrito 3 | 139,762     | 43.91%      | 170,518   | 53.57%    | 8,021  | 2.52% | 318,301   | 100%    | Ganancia Demócrata  |      |                     |
| Distrito 4 | 144,248     | 59.44%      | 98,445    | 40.56%    | 0      | 0.00% | 242,693   | 100%    | Control Republicano |      |                     |
| Total      | 563,190     | 53.62%      | 464,380   | 44.21%    | 22,752 | 2.17% | 1,050,322 | 100%    |                     |      |                     |

| \| Voto popular \| Voto popular \| Voto popular \| Voto popular \| Voto popular \| \| ------------ \| ------------ \| ------------ \| ------------ \| ------------ \| \| \| \| \| \| \| \| Republicano \| Republicano \| \| 53.62 % \| 53.62 % \| \| Demócrata \| Demócrata \| \| 44.21 % \| 44.21 % \| |             |  |         |         |
| Voto popular |             |  |         |         |
| |             |  |         |         |
| Republicano | Republicano |  | 53.62 % | 53.62 % |
| Demócrata | Demócrata   |  | 44.21 % | 44.21 % |

| \| Asientos \| Asientos \| Asientos \| Asientos \| Asientos \| \| ----------- \| ----------- \| -------- \| -------- \| -------- \| \| \| \| \| \| \| \| Republicano \| Republicano \| \| 75 % \| 75 % \| \| Demócrata \| Demócrata \| \| 25 % \| 25 % \| |             |  |      |      |
| Asientos |             |  |      |      |
| |             |  |      |      |
| Republicano | Republicano |  | 75 % | 75 % |
| Demócrata | Demócrata   |  | 25 % | 25 % |